# Mittois
Mittois ist eine Ortschaft mit rund 150 Einwohnern im französischen Département Calvados in der Normandie. Die bis zum 1. Januar 2017 bestehende Gemeinde gehörte zum Arrondissement Lisieux und zum Kanton Livarot. Sie ging durch ein Dekret vom 26. September 2016 in der Commune nouvelle Saint-Pierre-en-Auge auf. Seither ist sie eine Commune déléguée. Nachbarorte sind Hiéville im Nordwesten, Boissey im Norden, Sainte-Marguerite-de-Viette im Osten, Saint-Georges-en-Auge im Südosten und L’Oudon im Süden und im Westen. Die Gemeindegemarkung umfasste 7,38 km².

## Bevölkerungsentwicklung
| Jahr      | 1962 | 1968 | 1975 | 1982 | 1990 | 1999 | 2008 | 2017 |
| --------- | ---- | ---- | ---- | ---- | ---- | ---- | ---- | ---- |
| Einwohner | 169  | 196  | 174  | 175  | 173  | 156  | 168  | 137  |

## Sehenswürdigkeiten
- Kirche Saint-Gervais-et-Saint-Protais, Monument historique

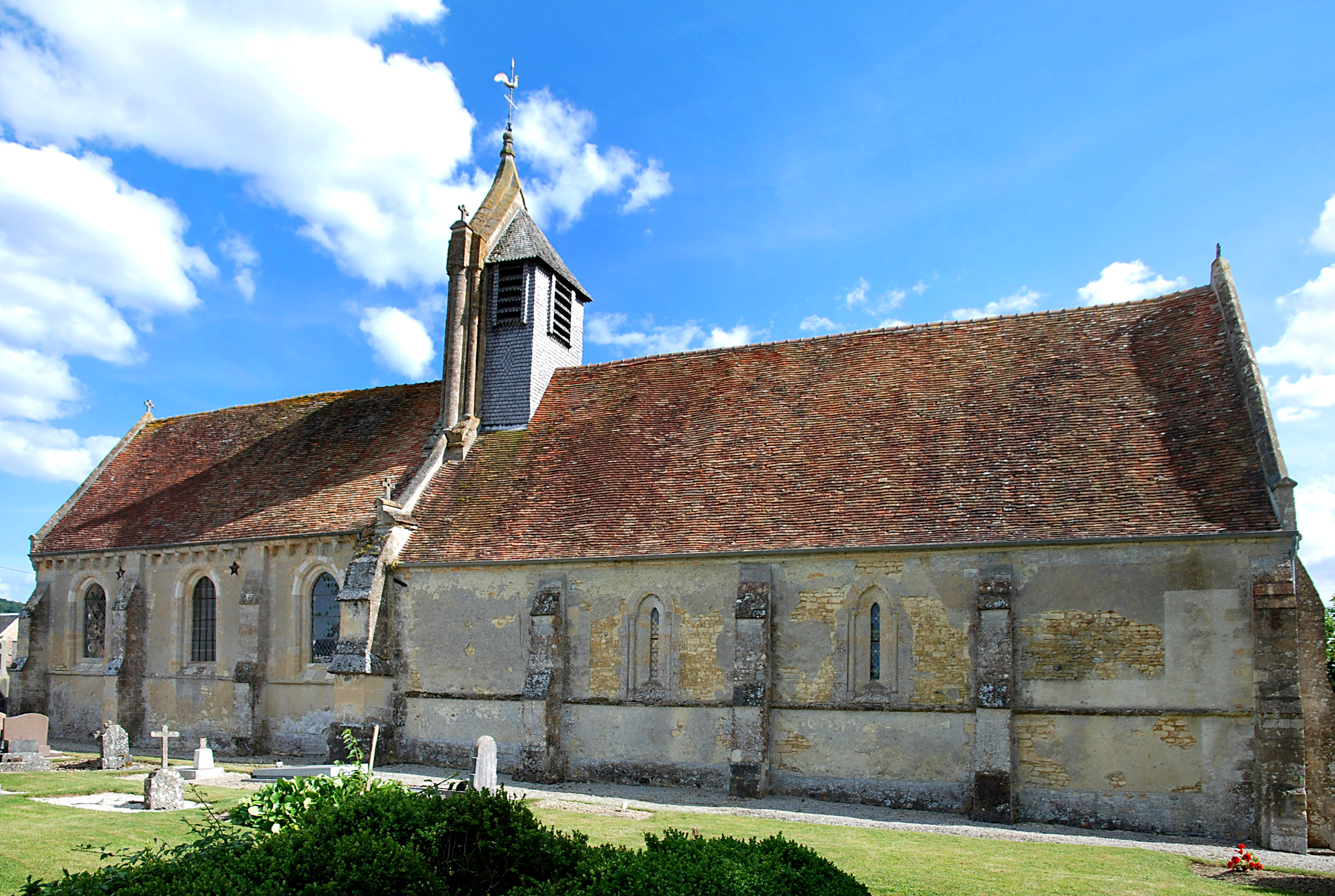
Kirche Saint-Gervais-et-Saint-Protais